# Petrus Christus
Petrus Christus (født 1410/1420 i Baarle nær Breda, død 1475/1476 i Brugge) var en tidlig nederlandsk maler som arbejdede i Brugge fra 1444.
Petrus Christus var elev af Jan van Eyck, og alle hans malerier er en eller anden gang blevet forvekslet med van Eyck egne. Ved van Eycks død i 1441 overtog han mesterens værksted. Christus malerier viser tydelige påvirkninger fra blandt andet Dirk Bouts, Robert Campin og Rogier van der Weyden.
Det er fortsat ikke fastslået, at Christus besøgte Italien og på den måde var den, som overførte stilen og de tekniske fremskridt hos de førende nordeuropæiske malere som Antonello da Messina og andre italienske malere.
Portræt af en ung pige regnes som et af mesterværkerne i nederlandsk maleri. Billedet markerer en ny udviklingsfase i det nederlandske portrætmaleri. Den viser ikke længer den unge kvinde foran en ubestemt baggrund, men i et konkret defineret rum af vægpanelerne. Den ukendte kvinde udstråler adelig elegance, og billedet har en både fascinerende og uopnåelig virkning. De udsøgte klæder giver måske et vink om, at den unge dame kommer fra Frankrig.